# Дигерманат натрия
Дигерманат натрия — неорганическое соединение, 
соль щелочного металла натрия и германиевой кислоты
с формулой Na2Ge2O5,
кристаллы,
растворимые в воде.

## Получение
- Сплавление стехиометрических количеств оксида германия и карбоната натрия:

{\displaystyle {\mathsf {2GeO_{2}+Na_{2}CO_{3}\ {\xrightarrow {760^{o}C}}\ Na_{2}Ge_{2}O_{5}+CO_{2}}}}

## Физические свойства
Дигерманат натрия образует бесцветные кристаллы
моноклинной сингонии,
параметры ячейки a = 0,8421 нм, b = 0,4962 нм, c = 1,267 нм, β = 103,5°, Z = 4.
Растворим в воде.